# Laure Bereni
Laure Bereni, née le 23 juin 1976, est une sociologue française, directrice de recherche au Centre national de la recherche scientifique (CNRS) au sein du Centre Maurice Halbwachs. Elle est spécialisée en sociologie politique du genre et du travail, et reconnue pour ses travaux sur l'émergence de la parité en politique.

## Biographie
Elle a obtenu le grade de docteur en science politique après avoir soutenu la thèse intitulée « De la cause à la loi : Les mobilisations pour la parité politique en France (1992-2000) » en 2007 sous la direction de Johanna Siméant.
Ce travail de thèse a fait d'elle une des références sur l'analyse de la parité en politique, autant du point de vue des mobilisations qui ont conduit à l'adoption d'une loi, que des effets que la parité produit sur les arènes politiques,,,.
À ce titre elle est fréquemment interrogée par les médias sur les problèmes d'actualité, par exemple à la suite d'insultes sexistes à l'Assemblée nationale française, ou lors de la démission de Christophe Girard de la mairie de Paris en 2020, ou encore au sujet de la féminisation des exécutifs d'entreprises. Elle a également pris position dans l'espace public à plusieurs reprises, par exemple contre la Loi de programmation de la recherche pour les années 2021 à 2030 ou contre l'interdiction du voile à l'université.
Elle est mentionnée comme étant membre du Collectif de lutte anti-sexiste contre le harcèlement sexuel dans l'enseignement supérieur (CLASCHES) en 2002, à l'occasion de la remise d'une pétition.

## Publications
- Laure Bereni, Le management de la vertu : la diversité en entreprise à New York et à Paris, Presses de Sciences Po, 2023, 1re éd., 288 p. (ISBN 978-2-7246-3990-2, BNF 47188799).
- Laure Bereni, Sébastien Chauvin, Alexandre Jaunait et Anne Revillard, introduction aux études sur le genre, Louvain-la-Neuve, De Boeck Supérieur, 2020, 3e éd., 432 p. (ISBN 9782807308169, présentation en ligne)
- Catherine Marry, Laure Bereni, Alban Jacquemart, Sophie Pochic et Anne Revillard, Le plafond de verre et l'État. La construction des inégalités de genre dans la fonction publique, Paris, Armand Colin, 2017, 228 p. (EAN 9782200617387, présentation en ligne)
- Laure Bereni, La bataille de la parité. Mobilisations pour la féminisation du pouvoir, Paris, Economica, 2015, 304 p. (ISBN 9782717867824, présentation en ligne)
- Laure Bereni et Mathieu Trachman, Le genre, théories et controverses, Paris, Presses Universitaires de France, coll. « laviedesidees.fr », 2014, 112 p. (ISBN 978-2-13-062965-8, présentation en ligne)
- Catherine Achin (dir.) et Laure Bereni (dir.), Dictionnaire. Genre et science politique. Concepts, objets, problèmes, Paris, Presses de SciencesPo, 2013, 712 p. (ISBN 9782724613810)
- Laure Bereni, « Penser la transversalité des mobilisations féministes : l’espace de la cause des femmes », dans Christine Bard, Les féministes de la deuxième vague, Rennes, Presses Universitaires de Rennes, 2012 (ISBN 978-2-7535-1808-7), p. 27-41
- Laure Bereni, De la cause à la loi : Les mobilisations pour la parité politique en France (1992-2000) (thèse de doctorat en science politique sous la direction de Johanna Siméant), Paris, Université Paris-1, 2007 (présentation en ligne)